# リンブルクの戦い (1792年)
リンブルクの戦い（リンブルクのたたかい、英語: Battle of Limburg）はフランス革命戦争中の1792年11月9日、リンブルク・アン・デア・ラーンにて生起した、フランス第一共和政とプロイセン王国の間の戦闘。フランスが勝利した。

## 背景
オーストリア軍がオーストリア領ネーデルラントの喪失を恐れている中、プロイセン軍はフランスから安全に脱出してアダム・フィリップ・ド・キュスティーヌのプファルツ選帝侯領侵攻を阻止しようとした。ブラウンシュヴァイク＝ヴォルフェンビュッテル公カール・ヴィルヘルム・フェルディナントはコブレンツの守備に1個師団を配置した後、残りの軍勢をリンブルクに配置してフランス軍の進軍を止めようとした。

## 経過
11月8日、ド・キュスティーヌはジャン・ニコラ・フシャールに派遣軍を全て集結させて、ユーゲ・アレクサンドル・ジョセフ・メーニェの軍勢を援護にリンブルクのプロイセン軍を攻撃するよう命じた。プロイセン軍はまさかフランス軍がリンブルクを攻撃するとは思わず不意を突かれたため、リンブルクの守備は貧弱だった。フランス軍はプロイセン軍が守備を整える前に静かに大砲を配備した。プロイセン軍のフザールは長くためらった後ソーティを派遣してフランス軍にいくらかの混乱をきたしたが、ソーティ部隊はすぐに砲兵に撃退されてリンブルク城内に追い返された。その後はプロイセン軍が追い払われてモンタバウアーに撤退、フランス軍はリンブルクの防御工事を進めた。